# Rodrigo Malbernat
Rodrigo Malbernat (Avellaneda, 6 agosto 1985) è un ex calciatore argentino, di ruolo centrocampista.

## Caratteristiche tecniche
È un centrocampista centrale.